# Федерален университет на Минас Жерайс
Федералният университет на Минас Жерайс (на португалски: Universidade Federal de Minas Gerais) е университет в град Бело Оризонти, Бразилия.
Основан е през 1927 година на основата на няколко по-ранни висши училища, а от 1949 година е финансиран от федералното правителство. Днес в него се обучават около 49 хиляди студенти и докторанти, като е един от петте най-големи университети и най-големият федерален университет в страната.

## Известни личности
Студенти и докторанти
- Жуселину Кубичек (1902 – 1976), политик
- Жуау Гимарайс Роза (1908 – 1967), писател
- Дилма Русев (р. 1947), политик